# HAUNTED RECORDS
『HAUNTED RECORDS』（ホーンテッドレコーズ）は、ソニー・ミュージックエンタテインメントのKi/oon Records内に設立されたレーベル。

## 概要
2001年9月にL'Arc〜en〜Cielのhydeが、HYDE名義でソロ活動を開始するにあたり設立した主宰レーベル。"HAUNTED"は「幽霊が出没する場所」を意味しており、HYDEのホラー好きが表れたレーベル名が付けられている。また、HYDEはレーベル設立にあたり、"H"の形にあしらったコウモリのロゴマークを制作している。
2009年3月に発売されたベストアルバム『HYDE』を最後に、このレーベルでリリースされた作品は無く、レーベルの活動は休止した模様。

## かつての所属アーティスト
（※）HYDEが所属するロックユニット、VAMPS結成に伴い、いずれのアーティストも新設されたVAMPROSEに移籍。
- HYDE
- MONORAL